# Таксай
Таксай (каз. Тақсай, до 2020 г. — Донецк) — село в Теректинском районе Западно-Казахстанской области Казахстана. Входит в состав Фёдоровского сельского округа. Код КАТО — 276230300.
В окрестностях села были проведены раскопки курганов, получивших по названию села название Таксайских курганов. В неразграбленном в древности кургане Таксай-1 было найдено захоронение женщины, получившей по аналогии с «Золотым человеком», название «Золотой женщины».

## Население
В 1999 году население села составляло 313 человек (152 мужчины и 161 женщина). По данным переписи 2009 года, в селе проживало 188 человек (101 мужчина и 87 женщин).